# Gerenia abbreviata
Gerenia abbreviata is een rechtvleugelig insect uit de familie veldsprinkhanen (Acrididae). De wetenschappelijke naam van deze soort is voor het eerst geldig gepubliceerd in 1893 door Brunner von Wattenwyl.